# Cheilopogon

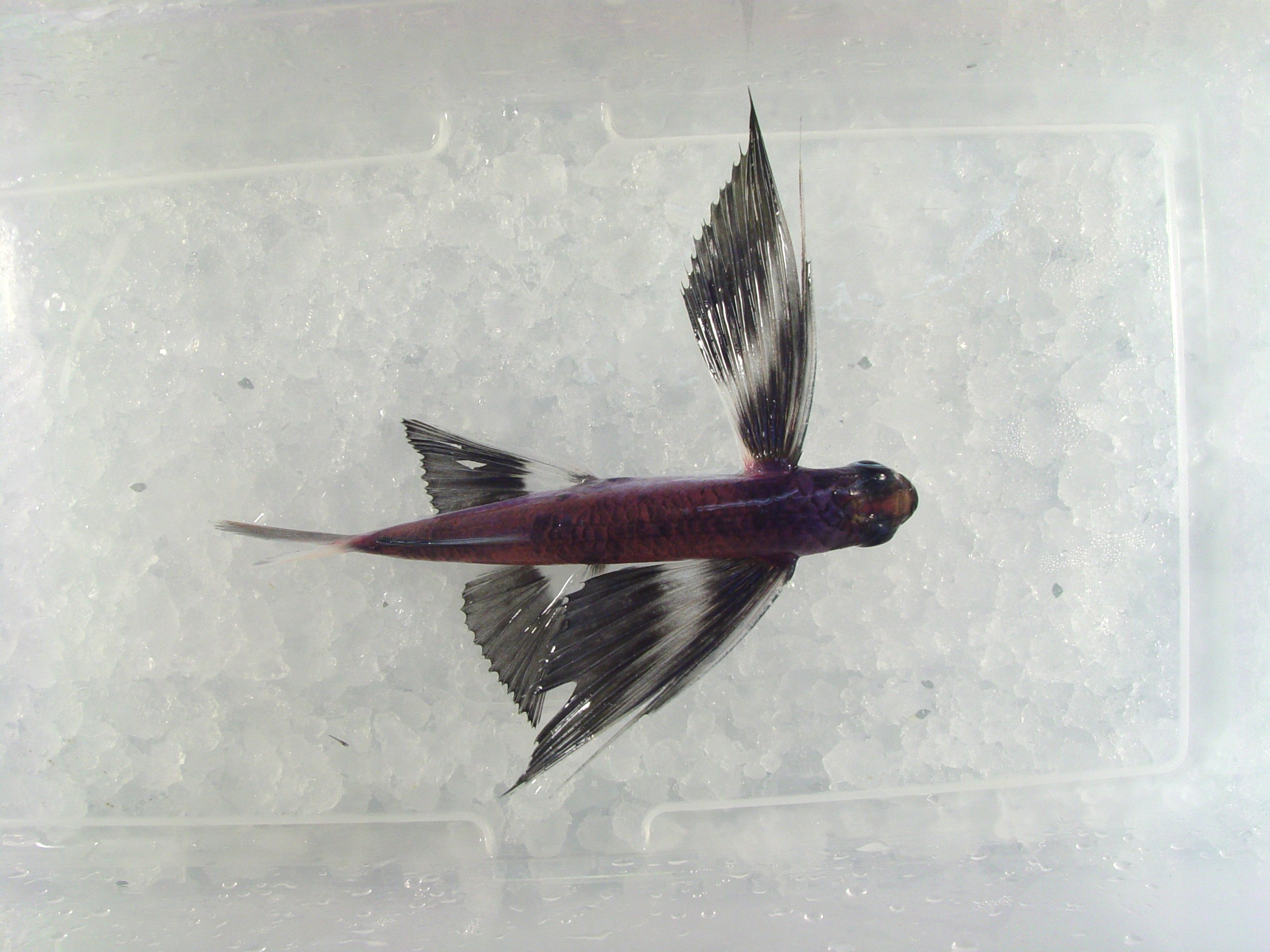
Cheilopogon exsiliens

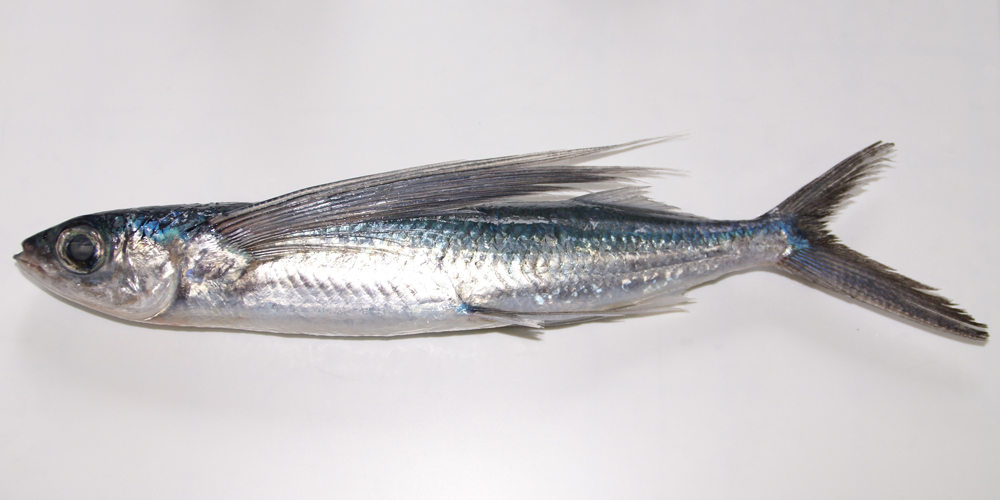
Cheilopogon pinnatibarbatus

Cheilopogon è un genere di pesci ossei marini appartenenti alla famiglia Exocoetidae (pesci volanti).

## Distribuzione e habitat
Le specie del genere sono diffuse in tutti i mari e gli oceani tropicali e subtropicali. Nel mar Mediterraneo vive la specie Cheilopogon heterurus.

## Specie
- Cheilopogon abei
- Cheilopogon agoo
- Cheilopogon arcticeps
- Cheilopogon atrisignis
- Cheilopogon cyanopterus
- Cheilopogon doederleinii
- Cheilopogon dorsomacula
- Cheilopogon exsiliens
- Cheilopogon furcatus
- Cheilopogon heterurus
- Cheilopogon hubbsi
- Cheilopogon intermedius
- Cheilopogon katoptron
- Cheilopogon melanurus
- Cheilopogon milleri
- Cheilopogon nigricans
- Cheilopogon olgae
- Cheilopogon papilio
- Cheilopogon pinnatibarbatus
  - Cheilopogon pinnatibarbatus altipennis
  - Cheilopogon pinnatibarbatus californicus
  - Cheilopogon pinnatibarbatus japonicus
  - Cheilopogon pinnatibarbatus melanocercus
  - Cheilopogon pinnatibarbatus pinnatibarbatus
- Cheilopogon pitcairnensis
- Cheilopogon rapanouiensis
- Cheilopogon spilonotopterus
- Cheilopogon spilopterus
- Cheilopogon suttoni
- Cheilopogon unicolor
- Cheilopogon ventralis
- Cheilopogon xenopterus[1]